# Eupithecia chincha
Eupithecia chincha är en fjärilsart som beskrevs av Paul Dognin 1899. Eupithecia chincha ingår i släktet Eupithecia och familjen mätare. Inga underarter finns listade i Catalogue of Life.